# Xã Belle Prairie, Quận Fillmore, Nebraska
Xã Belle Prairie (tiếng Anh: Belle Prairie Township) là một xã thuộc quận Fillmore, tiểu bang Nebraska, Hoa Kỳ. Năm 2010, dân số của xã này là 117 người.